# Fred Ebb
Fred Ebb (* 8. April 1928 in New York; † 11. September 2004 ebenda) war ein US-amerikanischer Songschreiber und Musical-Texter. Seine bekanntesten Schöpfungen sind das Musical Cabaret und der Text von New York, New York.

## Leben
Fred Ebb, der später aus seinem Geburtsjahr ein Geheimnis machte – bei seinem Tod 2004 wurde von seinen Verwandten ein Alter von 76 Jahren angegeben –, stammte aus Manhattan und erwarb an der New Yorker Columbia-Universität einen Magisterabschluss in Englischer Literatur, bevor er in den 1950er Jahren für kleinere Varieté- und Night-Club-Shows zu schreiben begann, zunächst mit mäßigem bis wenigem Erfolg. Erst als er 1961 den Komponisten John Kander traf, hatte er den richtigen Partner für seine Ideen gefunden. Erste Songs, die sie gemeinsam schrieben, waren My Coloring Book und I Don’t Care Much, die später von Barbra Streisand aufgenommen wurden.
Zusammen mit John Kander schrieb Ebb die Texte zu insgesamt elf Broadway-Musicals. Das erste Engagement erhielten sie vom Broadwayproduzenten Harold Prince für das Musical Flora, the Red Menace, mit Liza Minnelli in der Hauptrolle. Für Liza Minnelli begann damit ihre große Weltkarriere und sie erhielt einen Tony Award für diese Show.
1966 schufen sie dann ihr bis heute erfolgreichstes Werk: Cabaret. Das Musical lief 1.166 Vorstellungen lang ununterbrochen am Broadway und gewann insgesamt acht Tony Awards. Bei dieser Bühnenversion konzentriert sich die Handlung auf Fräulein Schneider, gespielt von Lotte Lenya. Mit der 1972 entstandenen Hollywood-Verfilmung gewann dann Liza Minnelli als Sally Bowles einen Oscar.
Kander und Ebb schrieben dann weiterhin Texte und Personality-Specials für Liza Minnelli, so etwa die Emmy-Award-Siegershow Liza with a Z (1972), The Act (1977) und Minnelli on Minnelli (2001). Bei Minnellis Hochzeit mit Jack Haley Jr. 1974 war Ebb ihr Brautvater. Daneben arbeitete Ebb in ähnlicher Weise für Shirley Bassey und Frank Sinatra, für dessen Comeback-Show Ol’Blue Eyes Is Back (1973) er das komplette Skript entwarf.
Aus seiner langjährigen Arbeit für Liza Minnelli ging auch sein wohl bekanntester Song hervor – der Text zum Klassiker Theme from New York, New York, den er 1977 zur Musik von John Kander für den unter der Regie von Martin Scorsese entstandenen Film New York, New York schrieb und der dort von Minnelli erstmals interpretiert wurde. Später machte Frank Sinatra dann dieses Lied zu seiner Hymne.
In den 1980er Jahren hatte Fred Ebb, wiederum mit Musik von Kander, großen Erfolg mit dem Stück Woman of the Year, einem Special mit Lauren Bacall in der Hauptrolle, das vier Tony Awards gewinnen konnte. Ein weiterer phänomenaler Erfolg war das Kander-Ebb-Musical Kuss der Spinnenfrau, das mit Chita Rivera in der Titelrolle 1993 insgesamt sieben Tony Awards gewann und für vier weitere nominiert war.
Zuletzt machte er 2002 an Kanders Seite mit der Verfilmung des Musicals Chicago auf sich aufmerksam und wurde dafür im folgenden Jahr für einen Oscar nominiert. Er schrieb die Liedtexte für die Bühnenfassung, die 1975 unter der Regie von Bob Fosse Premiere hatte und mit sechs Tony Awards ausgezeichnet wurde.
2004 hatte Fred Ebb einen Herzinfarkt, von dem er sich nicht mehr erholte und dessen Folgen er am 11. September erlag.